# Srbský nacionalismus

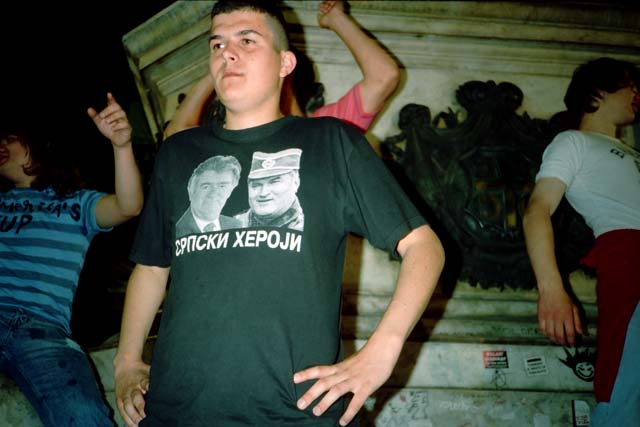
Mladík s trikem s portréty Radovana Karadžiće a Ratka Mladiće doplněným nápisem „Srbští hrdinové“ v centru Bělehradu.

Srbský nacionalismus je ideový koncept, který – podobně jako je tomu v případě jiných národů – předpokládá výlučnost srbského národa. Politicky se identifikuje s konzervatismem, vymezuje se proti internacionalismu, socialismu, evropské integraci; proti Evropské unii, NATO, Spojeným státům a obecně západní Evropě. Klíčovým prvkem srbského nacionalismu je také tzv. Kosovský mýtus.
Srbský nacionalismus čerpá svojí inspiraci z komplikované etnogeneze Srbů; nejasného vymezení srbského národa během období 19. a také 20. století. Jugoslavismus se tehdy formoval spolu s pansrbskou, resp. panchorvatskou myšlenkou; tyto ideje se často i prolínaly.[zdroj?] Srbští nacionalisté často apelují na to, že národnostně heterogenní prostor západního Balkánu je ať už reálně, nebo historicky srbský, a to s odkazem na Srby tří vyznání, který lze tradičně nalézt napříč srbskými moderními dějinami.[zdroj?] Vymezuje se proto také ve velké části i proti sousedům Srbska, převážně proti Bosňákům a Chorvatům, méně vůči Černohorcům. V souvislosti s kosovskou krizí v závěru 20. století se rovněž vyhraňuje i proti Albáncům.
Srbský nacionalismus byl významným prvkem jak během Balkánských válek, tak i během první světové války, druhé světové války, nebo rozpadu Jugoslávie. Na srbské politické scéně plynule přechází v národně-konzervativní, konzervativní a pravicový politický proud. Tato skutečnost často vyvolává v sousedních zemích opakované reakce, že je srbský nacionalismus široce rozšířen v celé srbské společnosti.[zdroj?] Díky dominantní roli v 90. letech 20. století je i v současné době srbský nacionalismus často spolu s dalšími nacionalismy v zemích bývalé Jugoslávie často připomínán v kontextu západoevropské kultury ve vztahu k balkánským zemím.